# Sido Mukti (Plakat Tinggi)
Sido Mukti is een bestuurslaag in het regentschap Musi Banyuasin van de provincie Zuid-Sumatra, Indonesië. Sido Mukti telt 1675 inwoners (volkstelling 2010).